# Kloch von Kornitz

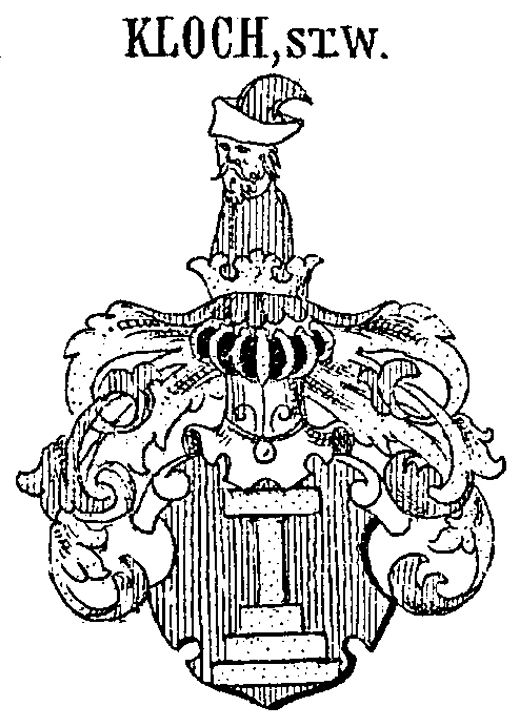
Stammwappen derer von Kloch in Siebmachers Wappenbuch

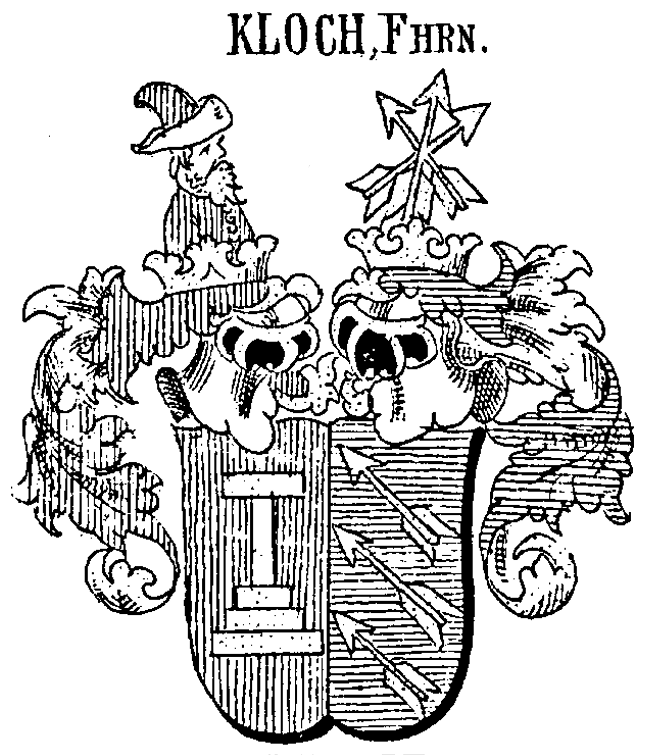
Wappen der Freiherren von Kloch in Siebmachers Wappenbuch

Kloch von Kornitz (auch von Kloch und Kornitz, von Kloch-Kornitz) ist der Name eines schlesischen Adelsgeschlechts. Es gehört zur polnischen Wappengemeinschaft „Herb Kornic“ und wird historisch mit dem Fürstentum Teschen in Verbindung gebracht.

## Geschichte und Herkunft
Die Herren von Kloch gehören zum Uradel Schlesiens. Ihr Name wird oft in Verbindung mit dem Ort Kornitz (seit 1945 Kornice) bei Ratibor gebracht, dem mutmaßlichen Stammsitz oder Herkunftsort der Wappengemeinschaft Kornic. Zu dieser Gemeinschaft zählen neben den Kloch von Kornitz auch andere schlesische Adelsfamilien wie die Sobeck von Kornitz, Guretzky-Kornitz und Gureck und Rimultowsky und Kornitz, die vermutlich einen gemeinsamen Ursprung oder zumindest ein gemeinsames Wappen (Herb Kornic) teilten.
Franz Leopold Kloch von Kornitz erhielt am 5. März 1805 von König Friedrich Wilhelm III. die Anerkennung als Freiherr.
Die Familie war über Jahrhunderte im schlesischen Adel präsent, insbesondere im Gebiet des Herzogtums Teschen. Einzelne Linien besaßen Güter wie Massel und Bestwin. In Schlesien: Bestwin (Oestreich. Schi.) 1540. Bittkow (Beuthen) 1752. 1774. Boguslawitz (Oels) 1805. Borin (Pless) 1728. 1752. Buchwald (Trebnitz) 1805. Bujakow (Beuthen) 1728. Dobrzenitz (Oestr. Schi.) 1534. Ellguth, Kloch- (Trebnitz) 1774. 1805. Ernstorff (Oestr. S) 1720. 1740. Golassowitz (Pless) 1728. Jarzombkowitz (Pless) 1728. 1749. Kanitz (Trebnitz) 1805. Kornitz (Ratibor). Lubowitz (Ratibor) 1779. Massel (Trebnitz) 1805. 1854. Neurode (ibd.) 1805. Ochab (Oestr. S.) 1540. Pawlowitz (Oestr. S.) 1730. Radoschau (Rybnick) 1779. Sbvtschin (Pohl. Wartenb.) 1 774. Schonowitz (Ratibor) 1770. Schweinern, Kl. (Trebnitz) 1805. Sieradz 1804. Slawikau (Ratibor) 1774. Stanowitz (ibd.) 1774. Ustron (Oestr. Schl.) 1592.

## Wappen
- Blasonierung des Stammwappens: In Rot ein auf drei goldenen Stufen stehendes goldenes Antoniuskreuz. Auf dem gekrönten Helm mit rot-goldenen Helmdecken ein weißbärtiger rotgekleideter Mannesrumpf, einen golden aufschlagenden rothen Heidenhut auf dem Kopf, wachsend.[9]
- Blasonierung des Freiherrenwappens: Gespalten, vorn das Stammwappen, hinten in Blau drei übereinander schrägrechts gestellte Pfeile. Zwei gekrönte Helme: I. wie das Stammwappen, II. mit blau-goldenen Decken drei goldene Pfeile geschrägt mit den Spitzen nach oben.

Zum Vergleich:

Herb Kornic
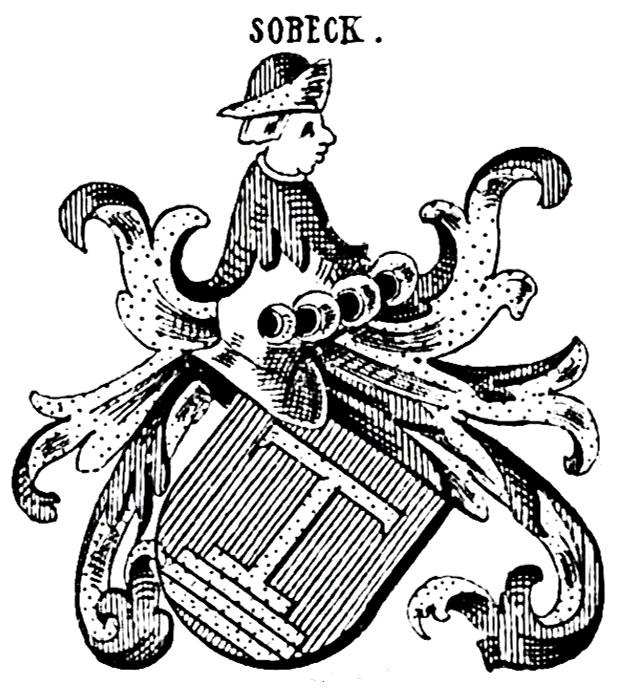
Wappen der Sobeck von Kornitz in Siebmachers Wappenbuch
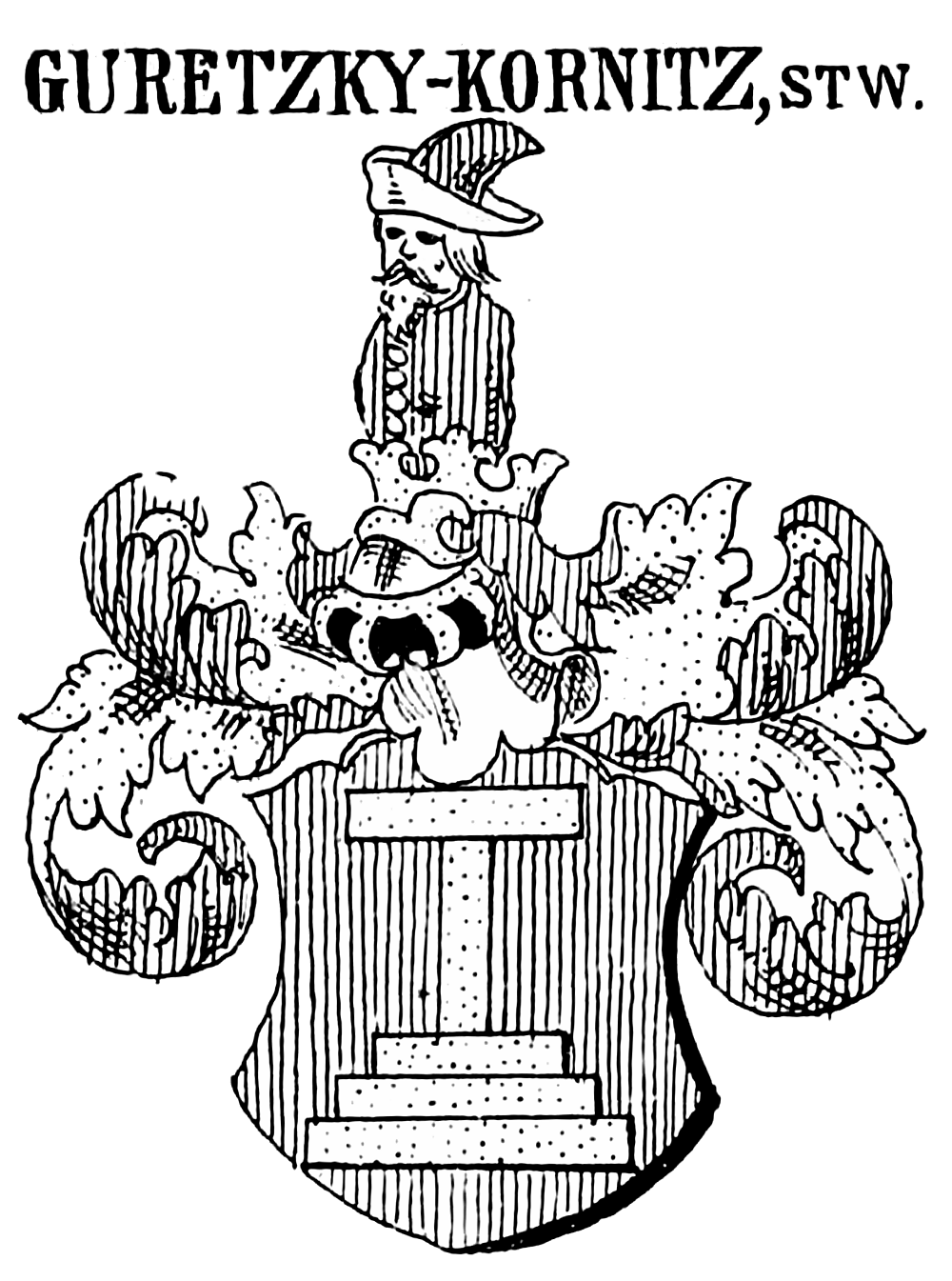
Stammwappen derer von Guretzky-Kornitz

## Bekannte Namensträger
Die genealogische Forschung zur Familie ist aufgrund fragmentierter Quellenlage und unterschiedlicher Namensschreibweisen anspruchsvoll. Bekannte Mitglieder der Familie sind unter anderem:
- Anna Catharina Charlotte Kloch von Kornitz, geb. von Schweinichen und Collnitz (* 1703; † 1780).
- Caroline von Kloch a.d.H. Kornitz u. Bestwin (* 18. Januar 1766 in Lubowitz; † 13. April 1822 ebenda), Ehefrau von Adolph Theodor Rudolf Freiherr von Eichendorff und Mutter des Dichters Joseph von Eichendorff.[10]
- Leopold Otto Ferdinand Freiherr von Kloch-Kornitz, auf Massel (* 1791; † 1839), verheiratet mit Henriette von Kloch-Kornitz (* 1823; † 1839), geb. von Imhoff, jüngere Schwester von Amalie von Imhoff.
- Franziska Leopoldine Dorothea Wilhelmine Ulrike Freiin Kloch von Kornitz (* 1805 in Sieradz; † 1884 in Bad Warmbrunn), verheiratet mit Friedrich Karl Theodor von Clausewitz (1796–1879), preußischer Oberstleutnant a. D., Sohn von Friedrich Volmar Karl Heinrich von Clausewitz.
- Gustav Otto von Kloch und Kornitz (* 1818; † 1878).
- Henriette von Kloch und Kornitz aus dem Hause Massel (* 1823 in Massel; † 1906 in Marienfließ), verheiratet mit Moritz von Bissing, Mutter von Walter Adolf von Bissing.
- Emanuel Rudolf Freiherr von Kloch-Kornitz, dessen Sohn Alexander von Kloch-Kornitz (* 1911; † 1944) im KZ Buchenwald inhaftiert wurde und umkam. Emanuel Rudolf soll laut einer Quelle von einem ungarischen Adelsgeschlecht abstammen und war Ende des 19. Jahrhunderts kurzzeitig in Mannheim gemeldet.
- Hans Paul Rolf Freiherr von Kloch-Kornitz (* 1894; † 1966), verheiratet mit Elisabeth Waas (* 1894; † 1974).
  - Deren Sohn: Hans Otto Christoph Freiherr von Kloch-Kornitz (* 1936; † 2021).